# All I See
All I See è una canzone di Kylie Minogue appartenente all'album X del 2007. Il singolo è stato lanciato prima in Canada l'11 marzo 2008 e un mese dopo in USA, nella versione con il rapper Mims, che diverrà bonus-track della versione americana dell'album.
Il singolo è uscito in Australia il 1º dicembre 2008.
La canzone è al #26 posto delle più ballate in USA nel 2008.

## Descrizione
La canzone è uscita come primo singolo estratto dall'album X negli Stati Uniti a marzo 2008.
Si tratta di un pezzo R&B, uno dei nuovi generi sperimentati nel suo album X. Nonostante le varie performance negli Stati Uniti (tra cui Today Show, Dancing With Stars, Ellen Show), il singolo non ha ottenuto gran successo, a causa anche dell'assenza del videoclip, quindi di promozione televisiva e dell'assenza di cd fisico (a causa della compagnia distributrice EMI).
In secondo momento è stato girato anche un video a low-budget da parte di Kylie e del suo direttore creativo, per accontentare la forte richiesta dei fans, che però non è mai andato in onda in alcun canale musicale.

## Tracce
US Promotional CD single #1

(5099951495428; Released 2008)
1. "All I See" - 3:04
2. "All I See" (Instrumental) - 3:04

US Promotional CD single #2

(5099921376429; Released 2008)
1. "All I See" featuring Mims - 3:51
2. "All I See" - 3:04

Australian Digital Download bundle
1. "All I See" featuring Mims - 3:51
2. "All I See" (Album Version) - 3:04
3. "All I See" (MARK!'s Latin House Radio Mix) - 3:15

## Classifiche
| Classifica (2008) | Posizione più alta |
| ----------------- | ------------------ |
| Canada            | 81                 |
| Romania           | 92                 |